# ニック・ウェグラーズ
ニック・ウェグラーズ（Nicholas E. Weglarz , 1987年12月16日 - ）は、MLBシンシナティ・レッズの傘下に所属する左投左打の外野手。カナダのオンタリオ州スティーブンスビル出身。

## 概略
2005年のドラフト3巡目(全体94位)でクリーブランド・インディアンスに入団。
現時点でメジャー経験は無いが、2009年11月20日にインディアンスの40人ロースターに入った。
2008年には、北京オリンピック、2009年には、第2回WBCでカナダ代表に選ばれている。
2012年11月28日にシンシナティ・レッズとマイナー契約を結んだ。